# 피아노의 숲 (2007년 영화)
《피아노의 숲》(일본어: ピアノの森, 영어: The Piano Forest)는 2007년 7월에 개봉한 일본의 판타지, 음악, 애니메이션, 드라마 영화이다.
 코지마 마사유키가 감독을 호라이 류타가 각본을 맡았다.
 일본은 2007년 7월 21일에 프랑스는 2009년 6월 17일에 대한민국은 2008년 10월 30일에 개봉되었다.

## 줄거리
유일하게 숲에 버려진 피아노가 친구인 카이는 따로 배운적이 없지만

피아노에 대한 재능이 있어 놀라운 연주를 보인다 

동경에서 전학 온 슈헤이가 피아노를 연주할 수 있음 알고

숲에 버리진 피아노에서 같이 연주를 하게 되는데...

## 출연진

### 주연
- 우에토 아야 - 카이 목소리 역
- 카미키 류노스케 - 슈헤이 목소리 역

### 조연
- 이케와키 치즈루 - 레이코 목소리 역
- 후쿠다 마유코 - 요코 목소리 역
- 미야사코 히로유키 - 소스케 목소리 역
- 타나카 아츠코
- 마츠모토 리카
- 타나카 마유미
- 아마노 히로유키
- 우도 스즈키
- 쿠로사와 카즈코
- 다나카 준지